# Káto Garoúna
Káto Garoúna (Kato Garouna) är en ort i Grekland.   Den ligger i prefekturen Nomós Kerkýras och regionen Joniska öarna, i den västra delen av landet, 400 km nordväst om huvudstaden Aten. Káto Garoúna ligger 221 meter över havet och antalet invånare är 579. Den ligger på ön Korfu.
Terrängen runt Káto Garoúna är kuperad österut, men västerut är den platt. Havet är nära Káto Garoúna västerut.Runt Káto Garoúna är det ganska tätbefolkat, med 104 invånare per kvadratkilometer. Närmaste större samhälle är Korfu, 10,2 km nordost om Káto Garoúna. I omgivningarna runt Káto Garoúna växer i huvudsak blandskog.